# Конот
Конот (или Конат или Конахт, енгл. Connaught, ир. Connacht, Connachta, Cúige Chonnacht) је провинција на западу Ирске која обухвата пет округа: Голвеј, Литрим, Мејо, Роскомон и Слајго. Простире се на територији од 17.713 km², а према попису из 2006. Конот је имао 503.083 становника. 
Највећи град провинције је Голвеј са 72.414 становника. Од осталих градова издвајају се Слајго, Каслбар и Енис.
Највеће острво провинције је Акил (енгл. Achill) (уједно и највеће ирско острво), а највеће језеро је Лох Кориб (енгл. Lough Corrib, ир. Loch Coirib).
Република Конот је кратко постојала током 1798.